# 영남대학교영천병원
영남대학교영천병원(嶺南大學校永川病院)은 영남대학교 의과대학 부속병원이다. 경상북도 영천시 오수1길 10에 있다.

## 연혁
- 1991년 12월 20일 영남대의료원 제2병원(가칭) 설립 준비위원회 구성
- 1993년 5월 14일 영남대학교 경산병원(가칭) 건립 추진위원회 구성
- 1998년 9월 21일 제2병원 영천병원(가칭)설립 추진 위원회 결성
- 1998년 11월 10일 영천병원 준비위원회 발족
- 1999년 9월 10일 영남대학 영천병원 준공검사
- 1999년 9월 28일 영남대학 영천병원 의료기관 개설 허가
- 1999년 10월 5일 영남대학 영천병원 진료 개시
- 1999년 10월 15일 영남대학 영천병원 개원
- 1999년 12월 영남대학 영천병원 -> 영남대학교 의과대학부속 영천병원으로 명칭 변경
- 2017년 2월 28일 동관 증축 준공
- 2017년 3월 13일 응급실 개소식
- 2017년 9월 22일 본관 1층 리노베이션 공사 완료

## 관련기관

### 대학/대학원
- 영남대학교 의과대학

### 상급병원
- 영남대학교병원